# Terdobbiate
Terdobbiate – miejscowość i gmina we Włoszech, w regionie Piemont, w prowincji Novara.
Według danych na rok 2004 gminę zamieszkiwało 470 osób, 58,8 os./km².